# Dissolution (roman)
Pour les articles homonymes, voir Dissolution.
Roman sur les Royaumes oubliés
Dissolution est le titre en français du roman Dissolution de Richard Lee Byers, basé sur le monde imaginaire des Royaumes oubliés, paru chez Fleuve noir en 2005 sous le titre La cité des araignées, puis  chez Milady en 2009.

## Résumé
La Reine Araignée a disparu, elle ne répond plus à ses prêtresses. La cité de Menzoberranzan doit faire face à un ennemi chevronné. Plusieurs drows vont devoir se réunir pour découvrir la raison de la disparition de leur divinité. 

## Remarque
La séquence de la guerre de la reine araignée a été dirigée par R.A. Salvatore, et écrite par six auteurs différents. Dissolution est le premier volume de cette séquence.